# 嘉應 (日本)
嘉應（1169年5月6日~1171年5月27日）是日本的年號。這個時代的天皇是高倉天皇，由後白河法皇實施院政。武家首領是入道相國平清盛與其子權大納言平重盛。

## 改元
- 仁安四年四月八日（西元1169年5月6日） 改元嘉應。
- 嘉應三年四月二十一日（西元1171年5月27日） 改元承安。

## 出處
《漢書卷六十四下·嚴朱吾丘主父徐嚴終王賈傳第三十四下·王褒傳》：「天下殷富，數有嘉應。」。

## 紀年、西曆、干支對照表
| 嘉應       | 元年   | 二年   | 三年   |
| 儒略曆日期 | 1169年 | 1170年 | 1171年 |
| 干支       | 己丑   | 庚寅   | 辛卯   |